# La marcha más grande de Chile
La marcha más grande de Chile fue una manifestación que tuvo lugar en Santiago de Chile el 25 de octubre de 2019. Fue considerada tanto por las autoridades locales, como también por la prensa nacional e internacional, como una concentración pacífica dentro del estallido social ocurrido en el país. Participaron más de 1,2 millones de personas solo en Santiago. El número de manifestantes que participaron a lo largo del país es incierto, sin embargo, se cree que participaron más de 3 millones de personas en todo Chile.

## Organización
A la organización de la marcha se le atribuye una naturaleza espontánea, con la ausencia de liderazgos personales y contó con la presencia transversal de distintos actores de la vida social del país. Si bien la organización de la marcha no contó con ningún dirigente político ni con la presencia de ningún partido ni movimiento político, convergieron en el evento diferentes movimientos sociales en favor de la justicia social y en contra de algunas políticas neoliberales presentes en la economía del país, como algunos vicios del mercado (monopolio y la colusión de empresas), la privatización de servicios básicos (electricidad, agua potable y saneamiento, etc.), junto a otros grupos en contra de la desigualdad de ingreso y la concentración de la riqueza, como también otras agrupaciones que buscan una mejora en la previsión social, la eliminación o rebaja de impuestos de ciertos servicios y en materia política, la creación de una asamblea constituyente en Chile.

## Desarrollo
Los manifestantes comenzaron a reunirse en la Plaza Baquedano  en la comuna de Providencia, punto neurálgico de las concentraciones masivas en la capital chilena. Tuvo la presencia de diversas unidades de Carabineros con el fin de resguardar el orden público y la seguridad ciudadana, además de efectivos militares del Ejército que se encontraban custodiando la ciudad bajo el estado de excepción decretado por el presidente chileno, Sebastián Piñera, para la Región Metropolitana. La marcha incluyó cacerolazos, vitoreos, cantos y otras expresiones artísticas y culturales. Una de las canciones emblemáticas que fue cantada al unísono por los manifestantes fue «El baile de los que sobran» de Los Prisioneros.
De acuerdo a las estimaciones de las autoridades, la marcha tuvo una concurrencia de 1,2 millones de personas, siendo la manifestación más grande en la historia de Chile, superando de este modo a las manifestaciones por el resultado del plebiscito nacional de 1988, que inició el proceso de transición a la democracia, que hasta entonces era la manifestación de mayor asistencia en la historia nacional. Aunque denominada como "marcha", fue en realidad una aglomeración de personas de 3 km de largo que recorría desde Avenida Providencia con Avenida Manuel Montt en Providencia, hasta el Palacio de La Moneda en la Alameda, Santiago, desbordando gente hacia los parques Forestal, San Borja, Bustamante y Balmaceda, y los barrios Bellavista y Lastarria entre otros.
Al final de la manifestación se reportó la presencia de algunos grupos de encapuchados, quienes provocaron algunos disturbios que sin embargo fueron dispersados por las unidades policiales antidisturbios de Carabineros.

## Reacciones
Como resultado de esta multitudinaria manifestación, al día siguiente, el Gobierno de Chile anunció una serie de medidas enmarcadas dentro de la denominada «Nueva Agenda Social», que incluyeron la congelación en los precios de algunos servicios y cambios en la seguridad social del país, mejoras salariales y la reducción de los sueldos de los parlamentarios del Congreso Nacional y de los más altos cargos del país. Lo anterior, sin embargo, no estuvo exento de críticas por haberse considerado como insuficiente. En su primer aniversario fue realizado el Plebiscito nacional de Chile de 2020, con el objeto de saber si la ciudadanía está de acuerdo con iniciar un proceso constituyente y determinar su mecanismo. Finalmente la opción «Apruebo» ganó con un 78,28% de los votos, mientras que respecto al mecanismo para hacerlo triunfó la opción «Convención Constitucional» con el 79% de las preferencias.